# Gladys Leslie
Pour les articles homonymes, voir Leslie.
Gladys Leslie (née le 5 mars 1899 à New York, morte le 2 octobre 1976 à Boynton Beach en Floride) est une actrice américaine du cinéma muet. Bien que moins connue que Mary Pickford, elle tient de nombreux premiers rôles dans des films des années 1910 et 1920 et est une des vedettes de l'époque.

## Biographie
Leslie commence sa carrière au cinéma en 1915, dans des courts métrages produits par la compagnie Edison Studios. En 1917, elle travaille pour la Thanhouser Company à New Rochelle (New York). La critique du New York Herald la surnomme « Girl With A Million Dollar Smile », et décide le directeur Edwin Thanhouser à lui donner des premiers rôles.
Elle a été mariée avec l'acteur Allan Lane.

## Filmographie
- 1915 : Ranson's Folly

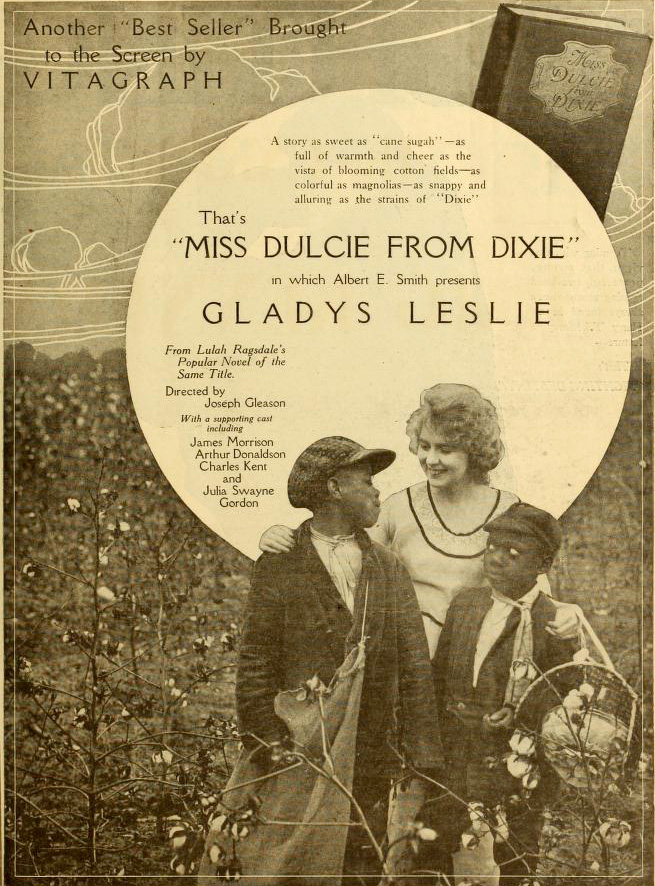
Miss Dulcie from Dixie (1919)

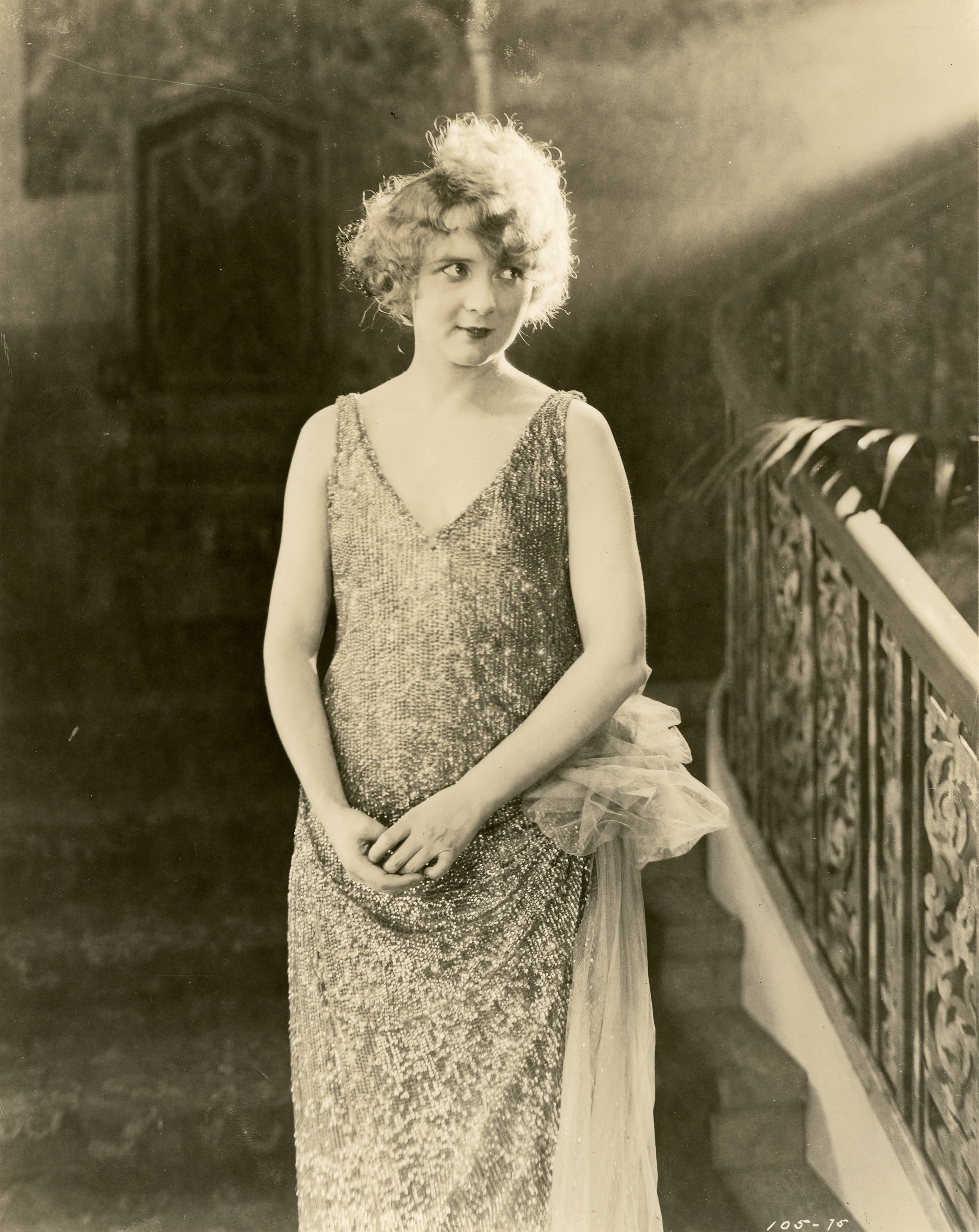
Gladys Leslie, 1921

- 1917 : The Vicar of Wakefield : Sophia Primrose (Thanhouser) (avec Frederick Warde)[3]
- 1917 : An Amateur Orphan (en) de Van Dyke Brooke : Marcia Schuyler (Thanhouser)
- 1917 : When Love Was Blind
- 1917 : Her Beloved Enemy
- 1917 : It Happened to Adele (en) de Van Dyke Brooke : Adele (Thanhouser)
- 1917 : His Own People : Molly Conway (Vitagraph) (avec Harry T. Morey)[4],[5]
- 1918 : The Wooing of Princess Pat : Princess Pat (Vitagraph)
- 1918 : Little Miss No-Account : Patty Baring (Vitagraph)
- 1918 : The Little Runaway : Ann Acushla (Vitagraph)
- 1918 : The Soap Girl : Marjorie Sanford (Vitagraph)[6]
- 1918 : Wild Primrose : Primrose Standish (Vitagraph)
- 1918 : A Nymph of the Foothills : Emma Chaney (Vitagraph)
- 1918 : The Mating : Nancy Fanne (Vitagraph)
- 1918 : The Beloved Impostor : Betty (Vitagraph)
- 1919 : Fortune's Child (Vitagraph)
- 1919 : Miss Dulcie from Dixie : Dulcie Culpepper (Vitagraph)
- 1919 : A Stitch in Time : Phoebe Ann (Vitagraph, réalisé par Ralph Ince)
- 1919 : The Adventure Shop
- 1919 : La Bande à Paulette (Too Many Crooks) : Boston Fanny (Vitagraph, réalisé par Ralph Ince)
- 1919 : The Girl-Woman : Belinda (Vitagraph)
- 1919 : The Gray Towers Mystery : June Wheeler (Vitagraph)[7]
- 1920 : A Child for Sale (Graphic Films)
- 1920 : The Midnight Bride (Vitagraph)
- 1921 : Straight is the Way (Cosmopolitan) (avec Matt Moore)
- 1921 : Jim the Penman (avec Lionel Barrymore)[8]
- 1921 : God's Country and the Law
- 1922 : Timothy's Quest[9]
- 1922 : The Darling of the Rich
- 1922 : Sisters  réalisé par Albert Capellani
- 1922 : The Snitching Hour (en) d'Alan Crosland
- 1922 : If Winter Comes
- 1923 : Broadway Broke (en)
- 1923 : Man and Wife (avec Maurice Costello)
- 1923 : Haldane of the Secret Service (en) (avec Harry Houdini)
- 1925 : Enemies of Youth (en) (avec Mahlon Hamilton)
- 1925 : Pearl of Love (en) (avec Betty Balfour)